# Kickboxer
Kickboxer is een Amerikaanse actiefilm uit 1989 van Mark DiSalle en David Worth. Jean-Claude Van Damme speelt de hoofdrol.

## Verhaal
Eric Sloan, wereldkampioen zwaargewicht, wil alle kampioenen op aarde uitdagen en hen verslaan in een gevecht. Zijn coach, tevens zijn broer, Kurt Sloan (Jean-Claude van Damme) en Eric gaan naar Thailand voor een gevecht tegen de gevreesde en onoverwinnelijke Tong Po. Kurt smeekt Eric niet tegen Tong Po te vechten. Maar Erics besluit staat vast en niet zonder gevolgen. Tong Po verslaat Eric en breekt zijn rug, waardoor hij verlamd raakt. Kurt zweert wraak en dat kan alleen door Tong Po te wreken en/of te verslaan. Hij gaat op zoek naar een goede leraar.
Kurt wordt hierbij geholpen door een (oorlogs)veteraan. Hij brengt Kurt naar een man die afgezonderd in de jungle leeft, samen met zijn nichtje.
Deze man, Xian Chow, kan Kurt de 'Muay Thai'-vechtkunst aanleren, wat deze ook zal doen. Maar om het nog een beetje moeilijker te maken, ontvoeren de handlangers van Tong Po het nichtje van Kurts trainer. Mylee (het nichtje van de trainer) wordt daarna verkracht door Tong Po.
Kort voor de ontvoering komt er bij de trainingslocatie van Kurt een boodschapper van Tong Po aan, die meldt dat er in 'Ancient Style' (oude stijl) gevochten zal worden. Kurt wordt nog harder getraind.
Kurt wordt vlak voor de wedstrijd tegen Tong Po aangesproken door een van de betrokkenen van de ontvoerders van Eric. Kurt moet zich laten afstraffen door Tong Po, omdat Eric anders een langzame, pijnlijke dood te wachten staat. Maar de oorlogsveteraan en Kurts trainer slagen erin om Eric te bevrijden en kunnen zo bij het gevecht zijn. Eric trekt de aandacht van zijn broer, Kurt, die het langzaam maar zeker aflegt tegen Tong Po. Hij roept 'nok su kao', wat 'witte krijger' betekent. Kurt komt hierdoor in een trance en vraagt aan Mylee de lappen stof met glasscherven die om zijn handen zijn gewikkeld los te snijden. De rollen keren ineens om: Tong Po krijgt een eerste klas pak slaag van Kurt.

## Rolbezetting
| Acteur                  | Personage       |
| ----------------------- | --------------- |
| Jean-Claude Van Damme   | Kurt Sloane     |
| Dennis Alexio           | Eric Sloane     |
| Dennis Chan             | Xian Chow       |
| Michel Qissi            | Tong Po         |
| Steve Lee               | Freddy Li       |
| Rochelle Ashana         | Mylee           |
| Haskell V. Anderson III | Winston Taylor  |
| Richard Foo             | Tao Lin         |
| Africa Chu              | koerier         |
| Joann Wong              | Tao Liu's vrouw |